# Encadenamiento (comportamiento)
Encadenamiento es un término procedente del condicionamiento instrumental, una teoría conductista del aprendizaje. Se refiere al aprendizaje gradual de un nuevo comportamiento complejo mediante la vinculación de partes más simples. Las técnicas de encadenamiento se utilizan en la terapia conductual y también en el adiestramiento de animales.
La conducta objetivo se divide en secciones individuales y se practica individualmente hasta que se aprende por completo. Al igual que en el caso del ensartado de cuentas, las secuencias ya aprendidas sirven como base para la compleja secuencia de pasos de comportamiento individuales. Puede comenzar con el primer subpaso y extenderlo paso a paso ( encadenamiento hacia adelante ) o puede comenzar con el último subpaso, agregar el penúltimo subpaso, etc. ( encadenamiento hacia atrás ). Una cadena de comportamiento es una secuencia de comportamientos que ocurren en una secuencia determinada, donde el resultado del paso anterior de la cadena actúa como una señal para iniciar el siguiente paso de la cadena. Desde el punto de vista del análisis conductual, la cadena de conducta comienza con un estímulo discriminativo (SD), que determina la causa de la conducta, y el resultado de esta conducta actúa como reforzador de la actividad del paso anterior y como otro para la ejecución del siguiente paso. Esta secuencia se repite hasta el final de la última etapa de la cadena y llegar al reforzador final (como resultado de la cadena conductual, es decir, del cepillado de los dientes, los dientes del reforzador final quedan limpios). Por ejemplo, la cadena de cepillarse los dientes comienza al ver un cepillo de dientes, lo que da la oportunidad de coger pasta de dientes, lo que luego lleva a ponerla en el cepillo, cepillar los lados y el frente de la boca y escupir la pasta de dientes, enjuagarse la boca y finalmente guardar el cepillo de dientes. El análisis de tareas se utiliza para marcar cadenas de comportamiento, como en el ejemplo.
El encadenamiento se utiliza para enseñar comportamientos complejos compuestos de cadenas de comportamiento que el alumno actual no tiene en su repertorio. Varios pasos de la cadena pueden estar en el repertorio del alumno, pero los pasos que el alumno no sabe cómo hacer tienen que estar en la categoría de no puedo hacerlo en lugar de no lo haré (el problema con conocer la habilidad no es un problema de cumplimiento). Hay tres tipos diferentes de encadenamiento que se pueden utilizar: encadenamiento hacia adelante, encadenamiento hacia atrás y encadenamiento total de tareas (que no debe confundirse con un análisis de tareas).

## Encadenamiento hacia adelante
El encadenamiento directo es un procedimiento en el que se aprende y completa una cadena de comportamiento enseñando los pasos en orden cronológico mediante indicaciones y desvanecimiento. El profesor enseña el primer paso presentando un estímulo distintivo al alumno. Una vez que completan el primer paso de la cadena, el maestro los guía a través de los pasos restantes de la cadena. Una vez que el alumno completa consistentemente el primer paso sin indicaciones, el maestro le pide que complete el primer y segundo paso, luego le indica los pasos restantes y así sucesivamente hasta que el alumno pueda completar toda la cadena de forma independiente. Se entrega refuerzo al completar el paso, aunque no alcanzan el reforzador terminal (resultado de la cadena de conducta) hasta que se les indica que realicen los pasos restantes.
Por ejemplo, si un tigre de circo va a aprender a saltar a través de un aro en llamas, el domador primero lo incita con comida (el llamado "reforzador primario ") para que salte a la plataforma de salida cuando se le ordene. Si se domina con seguridad este primer paso, se suma el salto de este pedestal a un segundo. El salto al primer podio ya no está reforzado , sólo la secuencia ahora de dos partes. El tercer paso consiste en saltar de la primera a la segunda plataforma utilizando un neumático que no se quema. Nuevamente, sólo se amplifica la secuencia completa; Si el tigre salta más allá del neumático, no hay recompensa. Finalmente, le sumas el salto desde el podio de salida a través del neumático en llamas hasta el podio de aterrizaje.
Por lo tanto, cada secuencia conductual exitosa sirve como un reforzador positivo, mientras que una secuencia conductual fallida es una oportunidad para practicar la conducta objetivo posterior varias veces seguidas hasta que el individuo haya aprendido y muestre la conducta deseada. Esto se logra mediante el castigo positivo y la práctica repetida. Los reforzadores negativos, como no practicar, refuerzan la conducta del individuo y la refuerzan

## Encadenamiento hacia atrás
El encadenamiento hacia atrás es el mismo proceso que el encadenamiento hacia adelante, pero comienza con el último paso. El encadenamiento hacia atrás es el procedimiento que normalmente se utiliza para personas con capacidades limitadas. Este proceso utiliza técnicas de indicaciones y desvanecimiento para enseñar primero el último paso. El mayor beneficio de utilizar una cadena hacia atrás es que el alumno recibe el reforzador terminal (el resultado de la cadena de conducta) de forma natural. El encadenamiento hacia atrás es el método preferido cuando se enseñan habilidades a personas con retrasos graves porque completan el último paso y ven el resultado directo de la cadena inmediatamente en lugar de tener que seguir los pasos restantes para recibir ese refuerzo.
El maestro comienza guiando al alumno a lo largo de toda la cadena, comenzando con el último comportamiento. El maestro repite esto hasta que el alumno puede realizar el último paso sin que se le solicite el estímulo distintivo que se le presenta. Una vez que el alumno puede completar el último paso de manera consistente, se le enseña el penúltimo paso mientras continúa con las indicaciones para los demás pasos. El maestro repite este procedimiento de enseñar el siguiente paso mientras indica los restantes hasta que el alumno pueda realizar (o lograr) todos los pasos sin que se le indique.